# Ulrich Fischer (Politiker, 1889)
Ulrich Fischer (* 6. Juni 1889 in Fürth; † 3. Mai 1950 in Stuttgart-Hedelfingen) war ein deutscher Gewerkschafter und sozialdemokratischer Politiker der SPD und der USPD. Vom 16. November 1918 bis zum 14. Januar 1919 war er württembergischer Kriegsminister im Kabinett Blos. 

## Leben
Ulrich Fischer war zunächst Kaufmann. Seit Beginn des Jahres 1907 gehörte  er der SPD an und engagierte sich in den Jahren vor dem Ersten Weltkrieg als Gewerkschaftssekretär beim  Zentralverband deutscher Handlungsgehilfen.  Mit dem Beginn des Krieges wurde er Frontsoldat und erlitt dreimal eine Verwundung. Sein letzter Dienstgrad  war der eines Vizefeldwebels. Am 9. November 1918 wurde Fischer als Vertreter der USPD stellvertretender Vorsitzender des Soldatenrats in Stuttgart. Am 15. November trat er als Nachfolger von Albert Schreiner an die Spitze des württembergischen Kriegsministeriums. Zugleich war er vom 17. November bis zum 12. Dezember 1918 Mitglied des württembergischen Landesausschusses der Soldatenräte. Bereits am 10. Januar 1919 sah er sich zusammen mit Arthur Crispien gezwungen, die provisorische württembergische Regierung zu verlassen, da diese den Spartakusaufstand in Stuttgart mit Waffengewalt unterdrückte. Seither war Ulrich Fischer wieder in der Gewerkschaft tätig.